# Ещенко, Валентин Степанович
Валенти́н Степа́нович Е́щенко (род. 4 августа 1938, Малин, Житомирская область) — советский и российский журналист, редактор журнала, военный историк. Является главным редактором журнала «Военно-исторический архив».

## Биография
Родился 4 августа 1938 года в г. Малине Житомирской области, УССР. Учился в Киевском артиллерийском подготовительном училище, окончил Курское суворовское военное училище, Камышинское артиллерийское техническое училище, филологический факультет Киевского государственного университета. Служил в Ракетных войсках стратегического назначения, в Военной артиллерийской инженерной академии имени Ф. Э. Дзержинского (адъюнкт и преподаватель), в Институте военной истории МО СССР (начальник группы и отдела).
В 1991—1993 гг. был главным редактором «Военно-исторического журнала».
С 1997 года по настоящее время — главный редактор журнала «Военно-исторический архив».
Автор, научный и литературный редактор ряда научно-исследовательских работ, монографий и художественных произведений.
В 1976 году в Москве защитил диссертацию на тему «Критика антимарксистских фальсификаций военно-политического сотрудничества социалистических стран» и получил учёную степень кандидата философских наук

## Награды
- Орден «За службу Родине в Вооружённых Силах СССР» III степени

## Основные работы
- Ещенко В. С, Бармас С. М. Марксистско-ленинская философия и методологические проблемы военной теории и практики : Учеб. пособие  / под ред. М. П. Шендрика и А. Ф. Волкова. — М.: Военная академия бронетанковых войск, 1978.
- Ещенко В. С. и др. Военный парад 7 ноября 1941 года на Красной площади в Москве // Пролог Великой победы. — М.: Церера, 2001. — 399 с. — 2000 экз. — ISBN 5897100136. — ISBN 9785897100132.;
- Ещенко В. С., Михеева Т. Е., Остроумов Ю. А., Симонян А. И. Победители. Парад Победы 24 июня 1945 года. — М.: Церера, 2006. — Т. 4. — 248 с. — 2000 экз. — ISBN 589710011X.;